# Crisanto Luque
Crisanto Luque Sánchez (1 de fevereiro de 1889 - 7 de maio de 1959) foi um cardeal colombiano da Igreja Católica Romana. Ele serviu como arcebispo de Bogotá de 1950 a 1959, e foi elevado ao cardinalato em 1953 pelo Papa Pio XII.

## Biografia
Crisanto Luque Sánchez nasceu em Tenjo para Heliodoro Luque e Natalia Sáchez. Depois de estudar em Tabio, ele freqüentou o Seminário Maior de Bogotá, ao lado de seu futuro sucessor como arcebispo da mesma arquidiocese, Luis Concha Córdoba. Luque foi ordenado ao sacerdócio pelo arcebispo Bernardo Herrera Restrepo em 28 de outubro de 1916, e depois fez o trabalho pastoral em Bogotá até 1931. Durante esse período, ele serviu como capelão hospitalar, vigário e pároco.
Em 16 de janeiro de 1931, Luque foi nomeado bispo titular de Croia e auxiliar de Tunja. Recebeu sua consagração episcopal no dia 3 de maio, do arcebispo Paolo Giobbe, com os bispos José Ignacio López Umana e Luis Adriano Díaz, como co-consagrantes, na Catedral Metropolitana de Bogotá. Luque atuou como vigário-geral e administrador apostólico antes de se tornar bispo de Tunja em 9 de setembro de 1932. Mais tarde ele foi nomeado arcebispo de Bogotá em 14 de julho de 1950. Na mesma data, ele também foi feito o primeiro vigário apostólico do Ordinariado Militar da Colômbia.
O Papa Pio XII criou-o cardeal-presbítero de Santos Cosme e Damião no consistório de 12 de janeiro de 1953. Luque, o primeiro cardeal colombiano, foi legado papal ao III Congresso Mariano Nacional em 1954, e participou da Primeira Conferência Geral do Episcopado Latino-Americano em 1955. Em 1951, ele pediu formalmente ao Ministério da Educação para remover as pinturas de José Rodriguez que continham nudez, do Museu Nacional da Colômbia. Luque também desempenhou um papel proeminente na crise civil e política que afetou seu país de 1949 a 1958, e participou do conclave papal de 1958 que selecionou o Papa João XXIII.
Um oponente do presidente Gustavo Rojas Pinilla, o primaz colombiano condenou o movimento político " Terceira Força " de Rojas,  e denunciou um juramento de lealdade que exigia de seu partido político em junho de 1957 como "ilícito" e seu partido, "perigoso".  À junta militar que substituiu Rojas, ele também ameaçou retirar o apoio da Igreja se não entregasse o poder nas eleições livres.  Luque advertiu seu rebanho de incorrer em excomunhão por enviar seus filhos para escolas secundárias protestantes que eram consideradas de alta qualidade. 
O cardeal morreu de hemorragia pulmonar em Bogotá, aos 70 anos. Seu corpo foi sepultado na Catedral Metropolitana.